# 費南德茲 (聖地亞哥-德爾埃斯特羅省)

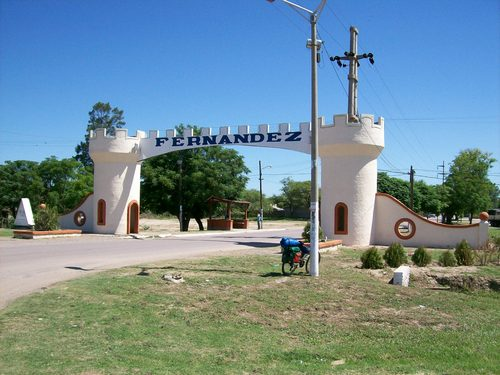
費南德茲

費南德茲（西班牙語：Fernández），是阿根廷的城鎮，位於該國北部聖地亞哥-德爾埃斯特羅省，是羅夫萊斯縣的首府，始建於1890年7月26日，海拔高度151米，該地區的地震活動頻繁和低強度，2010年人口18,681。